# Mamostong Kangri
Le Mamostong Kangri est une montagne indienne atteignant 7 516 mètres d'altitude et le point culminant du Rimo Muztagh (en) dans la chaîne du Karakoram. Il est situé dans le territoire du Ladakh, à environ 35 km à l'est du front du glacier de Siachen.
La première ascension du Mamostong Kangri est effectuée en 1984 par une expédition indo-japonaise menée par le colonel Balwant Sandhu et Yoshio Ogata.

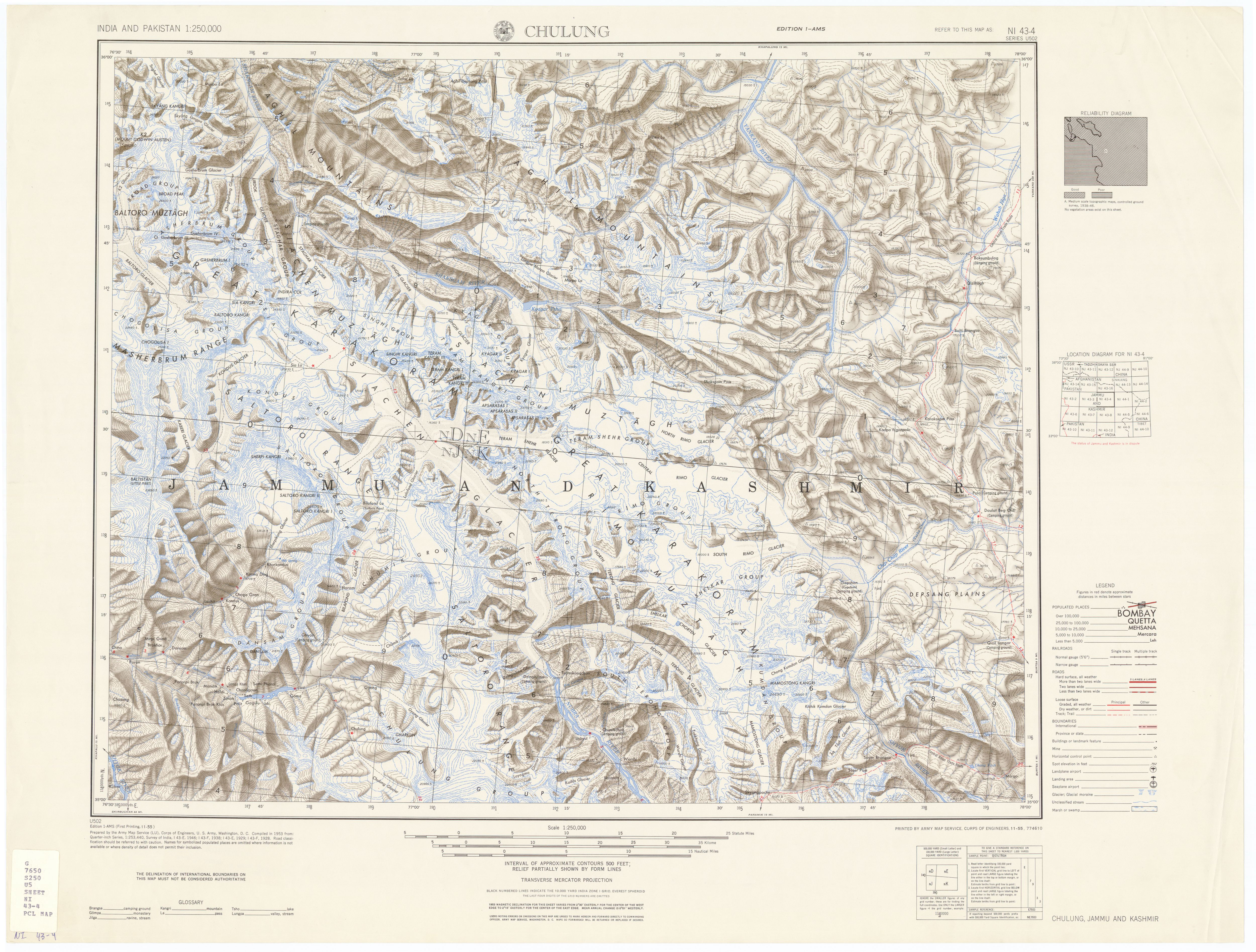
Carte du Rimo Muztagh avec le Mamostong Kangri (quartier inférieur droit).